# Liste der Monuments historiques in Serocourt
Die Liste der Monuments historiques in Serocourt führt die Monuments historiques in der französischen Gemeinde Serocourt auf.

## Liste der Objekte
| Bezeichnung                   | Beschreibung                                           | Standort                             | Kennzeichnung | Schutzstatus | Datum | Bild |
| ----------------------------- | ------------------------------------------------------ | ------------------------------------ | ------------- | ------------ | ----- | ---- |
| Marienkrönungsretabel         | Stein, 16. Jahrhundert                                 | außen an der Kirche St-Didier (Lage) | PM88000916    | Classé       | 1907  |      |
| Skulptur Heiliger Brictius    | Kalkstein, um 1500                                     | in der Kirche St-Didier (Lage)       | PM88001891    | Inscrit      | 2006  |      |
| Kanzel                        | Eichenholz, 1854                                       | in der Kirche St-Didier (Lage)       | PM88001892    | Inscrit      | 2006  |      |
| Skulptur Christus in der Rast | Kalkstein, farbig gefasst, Anfang des 16. Jahrhunderts | in der Kirche St-Didier (Lage)       | PM88001192    | Classé       | 2008  |      |